# Orden de batalla de las fuerzas serbias en la Operación Bljesak
Las fuerzas serbocroatas que participaron en la Operación Bljesak o Relámpago eran aquellas asignadas al 18 SVK Korpus o 18 Cuerpo del Ejército de la República Serbia de la Krajina (en serbocroata, Српска Војска Крајине, Srpska Vojska Krajine; abreviado СВК/SVK). Dicho cuerpo tenía su responsabilidad las operaciones militares en la SAO – ZS "Sprska autonomna oblast - Zapadna Slavonija" (Región Autónoma Serbia de Eslavonia Occidental – SAO-ZS)

## Antecedentes
Antes de la guerra yugoslava, no había fuerzas permanentes en la zona. Sin embargo, se pueden mencionar las fuerzas de defensa territorial que se debían organizar a nivel local en el marco de la doctrina de defensa total (Novska; Gradiska; Pakrac).
Durante la guerra, que en la zona tuvo su primera fase entre agosto de 1991 y enero de 1992, combatieron en el sector fuerzas croatas contra el Ejército Popular Yugoslavo (JNA) provenientes de Banja Luka apoyado por milicias locales.
Los acuerdos de alto el fuego de enero de 1992 en Sarajevo establecieron la presencia de Naciones Unidas en el lugar para lograr su desmilitarización. A mediados del 1992 la zona ya había sido desmilitarizada siguiendo al arribo de UNPROFOR: el JNA se replegó a Bosnia; las milicias serbocroatas debieron colocar las armas pesadas y livianas en tres depósitos bajo el control de Naciones Unidas. Esos depósitos se ubicaron en Stara Gradiška (material de infantería, artillería y blindados), Cage (infantería), en Rajić (infantería), en Brusnik (infantería) y en Šeovica (infantería).

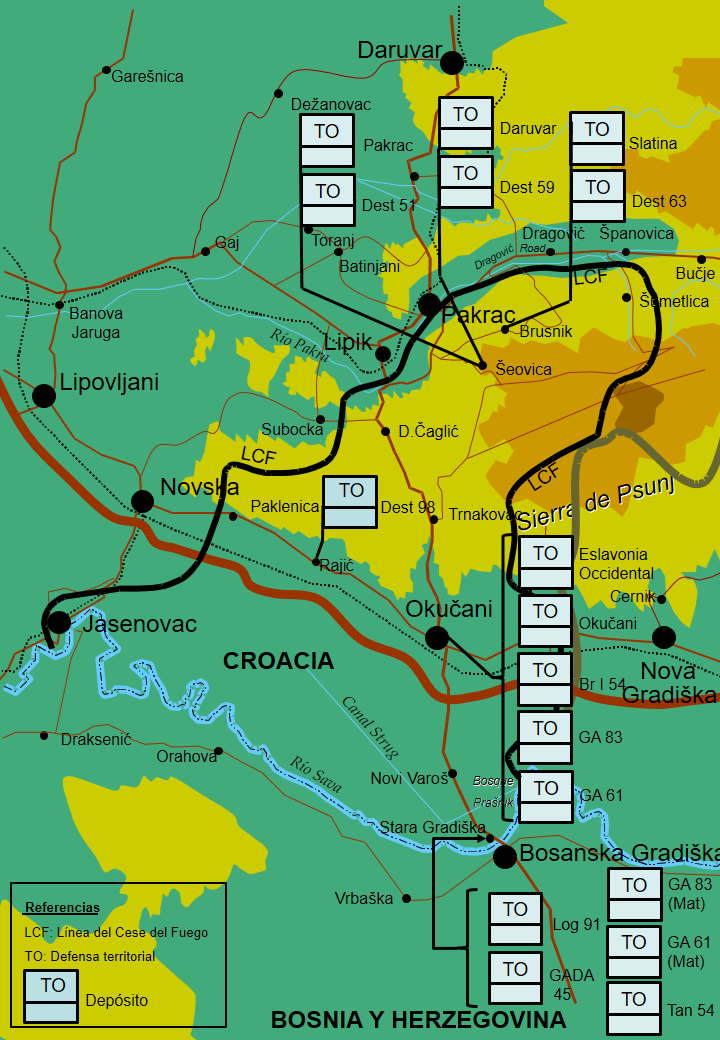
Depósitos de armamento bajo custodia de UNPROFOR

Ni el alto el fuego ni la desmilitarización impidieron que en abril del año siguiente se reiniciara una limitada militarización con el arribo de militares y de armas portátiles del JNA y fueran creadas brigadas y unidades, se retomen las guardias en la Línea del Cese al Fuego (LCF) y el personal vuelva a vestir uniformes. El 18 Cuerpo fue creado entre octubre y noviembre de 1992.
La debilidad de la RSK afectó a la Srpske Vojska Krajine (SVK – Ejército de la República Serbia de la Krajina). Además de sufrir una merma de personal para atender necesidades militares en Bosnia, sus soldados, mayormente ex - reservistas de avanzada edad, se encontraban poco motivados, mal entrenados y pobremente equipados.

## Organización
El 18 Cuerpo de la Republika Srpska Krajina tenía su puesto comando en Stara Gradiška y el alternativo en Okučani. Le dependían las siguientes estructuras: (elaborado sobre la base de la biografía que se detalla en referencias)
- Brigada de Infantería Ligera 54

- Brigada de Infantería Ligera 98
- Brigada de Infantería Ligera 51
- Fuerza de Tarea 1:
- Policía Especial (PJM)
- Escuadrón blindado
- Artillería
- Batallón Logístico 91

### Sectores de responsabilidad según Plan de defensa
A los efectos del cumplimiento de la misión, el 18 Cuerpo del Srpska Vojska Krajina asignó responsabilidades de sus brigadas y unidades dependientes, colocando el esfuerzo principal en primera línea, con escasa responsabilidad y con reservas para las brigadas del nivel sección. Las misiones particulares eran: 

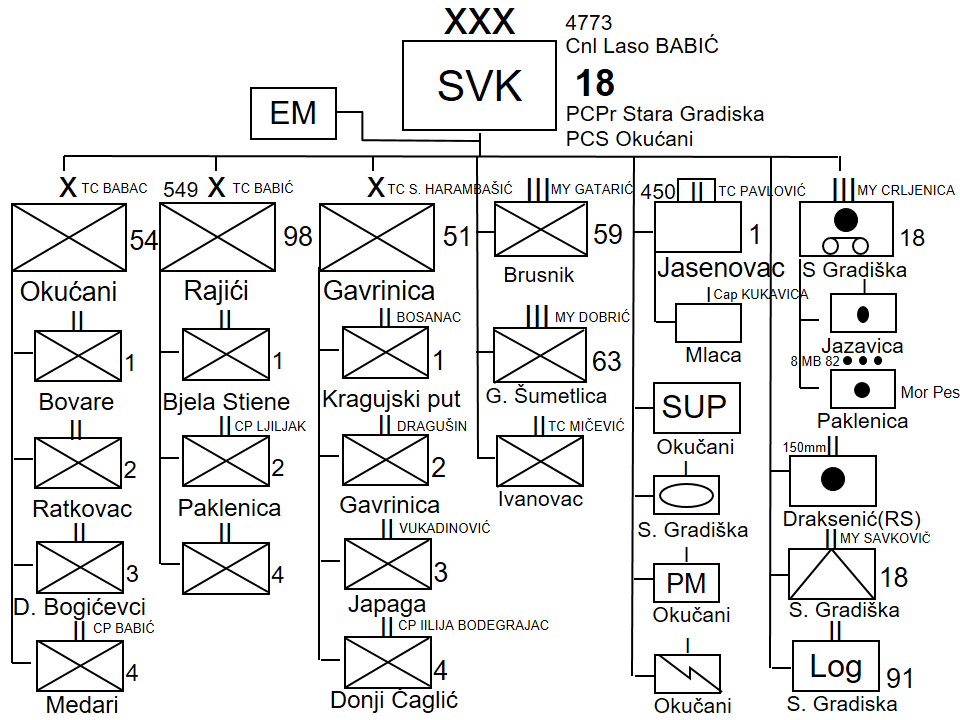
Orden de batalla del 18 SVK Korpus

- Brigada de Infantería 54 (+1 Esc Tan): cerrar el eje que conduce a bosque de Prašnik hacia Nova Varoš, Gornička-Donji Bogićevci-Nova Gradiška-Okučani y Širinci – Trnakovac.
- Batallón de Infantería 18: defender sobre el eje Brezovo Polje – Omanovac. Preparado para realizar contraataque a lo largo del eje Ivankovac – Crna Kosa y en dirección a Kik.
- Destacamento 63. Cerrar el eje que conduce desde Krička Zabrdska y Donja Šurlica hacia Gornja Šumetlica.
- Destacamento 59. Cerrar el eje que conduce desde Novo Selo and Dragović hacia Brusnik.
- Brigada de Infantería 51. Defender y cerrar el eje desde Pakrac, Lipik, Kovačevac y Donji Čaglić a través de Biela Stiene hacia Okučani.
- Brigada de Infantería 98. Cerrará el eje desde Krička, Novsko Brno, Paklenica and Mokro Polje hacia Gornji Rajići y posteriormente a Okučani.
- Fuerza de Tareas 1: cerrará el eje Jasenovac-Mlaka en directa coordinación con la Brigada 98 y la 26 Brigada de Infantería del 38no Cuerpo.
- Batallón de Artillería Mixto antitanque 18: preverá empleo en los ejes Novska-Paklemnica-Gorni Rajić, Borovci, Čaglić-Bjelanovac, Donji Bogievći y Gornja Trenova hacia Okučani.Zona de responsabilidad de unidades dependientes

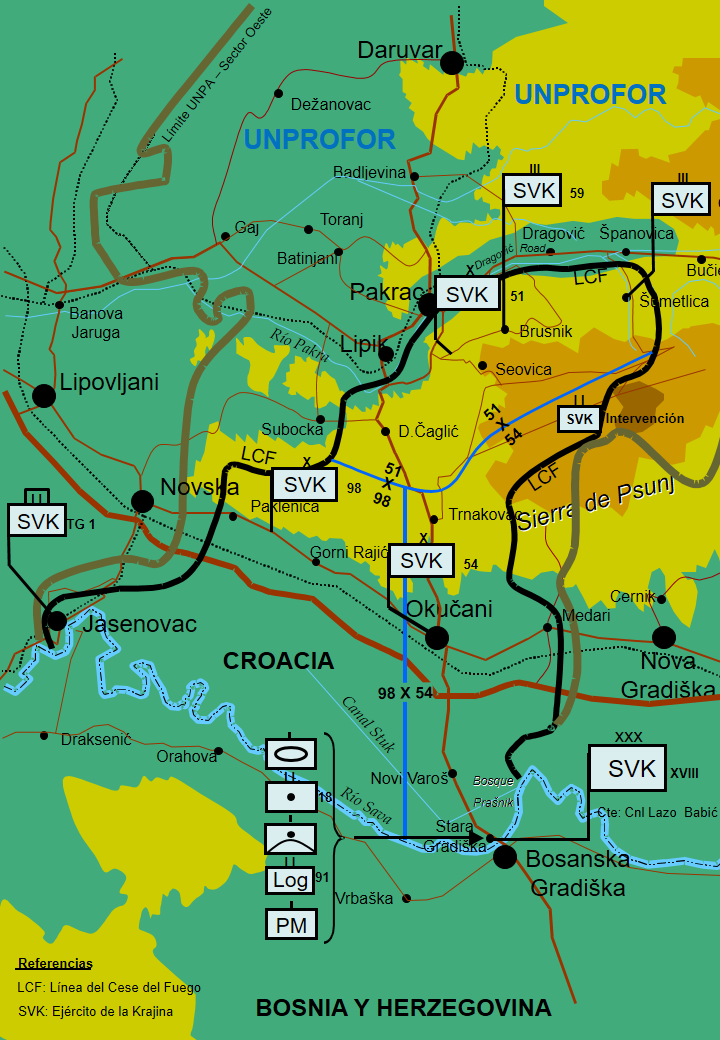
Zona de responsabilidad de unidades dependientes

- Regimiento de Artillería Mixto 18: (105 y 130mm) preverá posición de fuego en sector de las villas de Rogalji y Trnakovac para darle apoyo de los destacamentos 59 y 63 y a la Brigada 54 y 51 a requerimiento de sus comandantes.
- Batería Artillería 130 mm y 155 desde la posición de fuego de Drakscnići dará apoyo a la Br I 98 y a la FT 1 a requerimiento de sus comandantes.
- Defensa Antiaérea: esfuerzo principal sobre los ejes Novska-Okućani, Nova Gradiška-Okučani y Pakrac-Okučani.

## Efectivos
Las fuerzas del SVK estaban centralizadas en 18.º Cuerpo. Su efectivo era de 4.773 (291 oficiales, 506 suboficiales y 3.976 soldados) debiéndose corresponder 8.379 (622 oficiales, 366 suboficiales y 7.391 soldados) según su cuadro de organización por lo que la diferencia en menos era del 43% en oficiales, 138% en suboficiales y 53% en conscriptos.
Los efectivos de los elementos dependientes eran (en paréntesis los que le deberían haber correspondido según cuadro de organización):
- Comando de Cuerpo 18: 442 (463)
- Brigada 54: 1320 (2069).
- Brigada 51: 1016 (2239)
- Brigada 98: 549 (1978)
- Batallón 59: 159 (603)
- Grupo de artillería 18: 267 (1005)
- Grupo ADA: 122 (283)
- Fuerza de Tareas 1 (TG-1): dependiendo de la fuente de consulta, entre 60 y 318 (459)

## Personalidades
Comandante: Coronel Lazo Babić
Jefe de Estado Mayor: Coronel Milan Romanić.
Jefe de Seguridad General: Coronel Boro Stijak.
Oficial de Organización y Movilización del Estado Mayor: Veroljub Smiljanić.
Oficial de Logística del Estado Mayor: Coronel Milan Jekić. No participó de las operaciones por encontrarse de licencia.
Oficial de Moral del Estado Mayor: Coronel Branko Zević.
Comandante de la 54.° Brigada: Teniente Coronel Stevo Babac.
Comandante de la 98.° Brigada: Teniente Coronel Milanco Babić.
Comandante de la 51.° Brigada: Teniente Coronel Stevo Harambasić. Categorizado como un oficial ejemplar en las operaciones.
Comandante de la Fuerza de Tareas 1: Teniente Coronel Borivoje Pavlović.
Jefe del Grupo de Artillería Mixta 18: Mayor Branko Crljenica.
Jefe del Escuadrón Blindado: Teniente Ratko Kulić.
Jefe de Compañía de Policía Militar: Teniente Milenko Sekulić.
Jefe de Policía Especial (PJM): Drago Veselinović.

## Materiales
Artillería:
- T-130mm: 4
- H-155mm: 6
- MB-120mm: 15
- ZIS 76 mm: 6
- B1 76 mm: 6
- Artillería Antitanque T-12: 12

Blindados:
- T-55: 9
- OT: 3